# یادبودهای کشتار خواجه‌لی
یادبودهای کشتار خوجالی یادبودهایی در سراسر جهان که برای قربانیان کشتار خوجالی در شهر خوجالی توسط نیروهای مسلح ارمنستان علیه مردم جمهوری آذربایجان در ۲۵–۲۶ فوریه، ۱۹۹۲ انجام شده، بر پا شده‌است.
- جمهوری آذربایجان
  - بنای یادبود کشتار خوجالی در باکو
  - مجموعه یادبود کشتار خوجالی در باکو (در دست احداث)[۳]
- بوسنی و هرزگوین
  - در فوریه ۲۰۱۲، از یادبود قربانیان کشتار خوجالی در سارایوو پایتخت بوسنی و هرزگوین رونمایی شد.[۴]
- آلمان
  - یادبود کشتار خوجالی در برلین در بخش استگلیتز-زهلندرف[پ ۱] توسط هنرمندان آذربایجانی چون عاکف عسگروف، سلهب محمدوف، علی عبدالله‌یف از سازندگان این بنای یادبود بوده‌اند.[۵] ابراهیم اخراری، هنرمند مجسمه‌ساز آذربایجانی مقیم برلین آغازگر این بنای یادبود بوده‌است. مراسم رونمایی از یادبود کشتار خوجالی در برلین در ۳۰ ماه مه ۲۰۱۱ برگزار شد.[۶]

- مکزیک

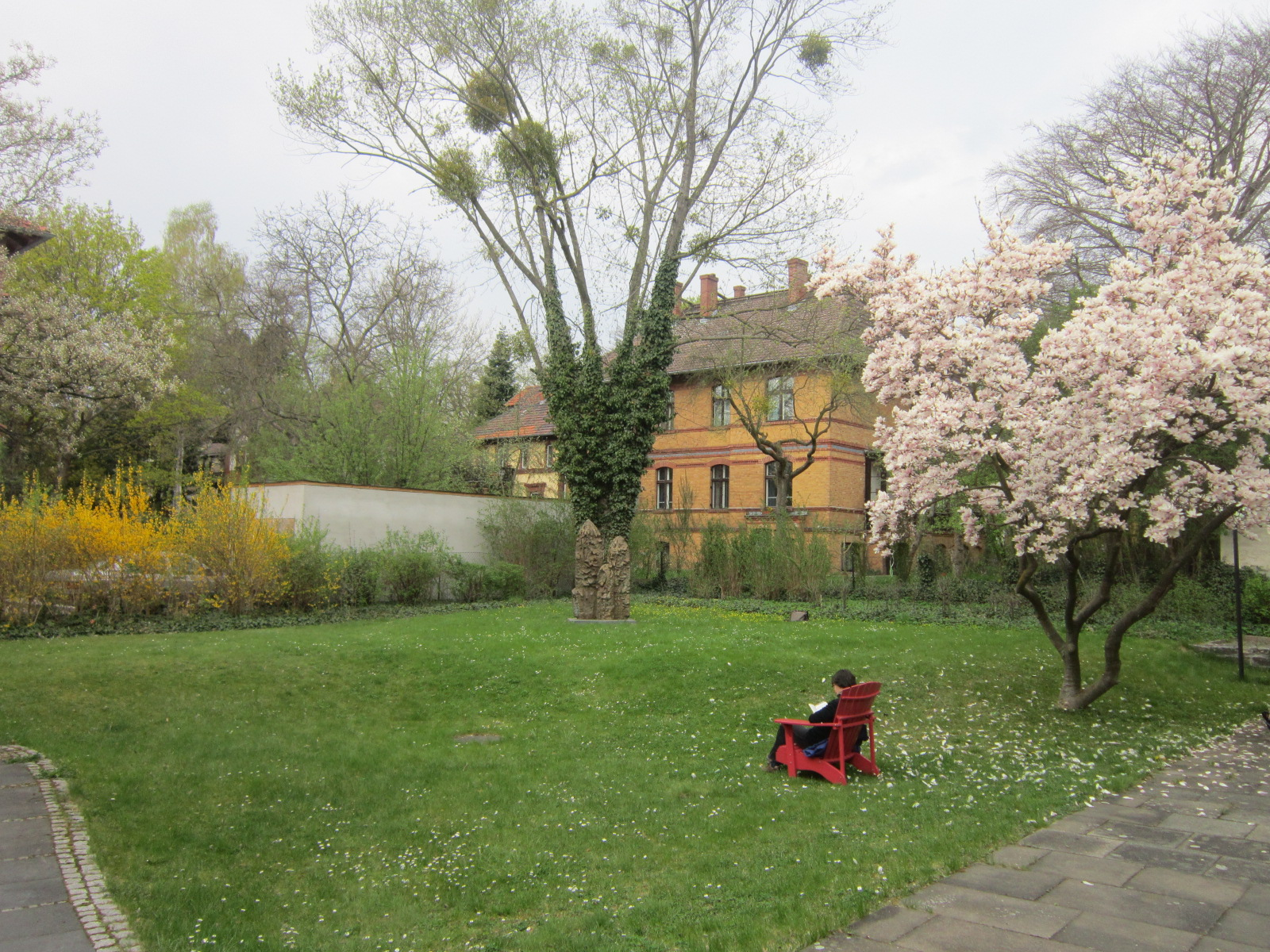
یادبود کشتار خوجالی یک بنای عمومی است که به قربانیان قتل عام خوجالی اختصاص دارد. این یادبود در نزدیکی کتابخانه گوتفرید بن در استگلیتز-زهلندورف، قراردارد. - ۲۰۱۳

  - در ماه اوت ۲۰۱۲، از بنای یادبود کشتار خوجالی در میدانی در شهر مکزیکو سیتی رونمایی شد.[۷]

در نوامبر ۲۰۱۲، یک کمیسیون مشورتی مکزیکی گفت: مقامات مکزیکی با پذیرش کاری اشتباه، با دریافت پول به دولت‌های خارجی اجازه می‌دادند تا چهره‌های سیاسی یا رویدادهای تاریخی را در فضای عمومی شهرهای مکزیک نصب کنند. در بنر جمهوری آذربایجان عنوان "نسل‌کشی" برداشته و از عنوان "کشتار" استفاده شده‌بود.
- هلند
  - یادبود کشتار خوجالی یک بنای یادبود در پارک کمپرفوئلیسترات،[پ ۲] لاهه، هلند است. این بنای یادبود در ۲۴ فوریه ۲۰۰۸ به ابتکار آذربایجانی‌های دور از وطن در هلند با سخنرانی سفیر جمهوری آذربایجان در آمستردام پرده‌برداری شد.[۱۰]
- ترکیه
  - بنای یادبود کشتار خوجالی در آنکارا ساخته شد،[۱۱][۱۲] در سایر شهرهای ترکیه نیز طرح پیشنهادی مصوب کردند که بنای یادبودی برای کشتار خوجالی در شهرهای اسپارتا، آدانا، عشاق و چاناق‌قلعه نصب شود.[۱۳][۱۴][۱۵][۱۶]

## واژه‌نامه
1. ↑  Steglitz-Zehlendorf
2. ↑  Kamperfoeliestraat